# Avenida Sagrada Familia
La Avenida Sagrada Familia es una importante arteria del oeste de la ciudad de Córdoba, Argentina.
La avenida lleva el nombre en referencia a la Sagrada Familia, que es el término utilizado para designar a la familia de Jesús de Nazaret, compuesta según la Biblia por José, María y Jesús.
Tiene una longitud de 1800 metros y corre en sentido sur - norte con doble sentido de circulación. Su origen (0) se encuentra sobre la intersección con calle Dean Funes y la punta final (1800) sobre el nudo que genera la intersección con las Avenida Rafael Núñez, Avenida Octavio Pinto y Avenida Fernando Fader. Mediante el puente homónimo, cruza el río Suquía.

## Transporte público en la Avenida
En esta avenida circulan numerosas líneas de colectivos. Entre ellas se encuentran:
| Corredor | Líneas        |
| -------- | ------------- |
|          | - 600* - 601* |
|          | - T1*         |
|          | - E5          |

(*) Recorridos menor a 300 metros sobre la arteria